# بلوچی شرقی
بلوچی شرقی (به انگلیسی: Eastern Balochi) که گاهی اوقات سلیمانی نیز خوانده می‌شود،  یکی از گویش‌های زبان بلوچی است که در شمال شرقی ایالت بلوچستان پاکستان، شمال غربی ایالت سند پاکستان و ایالت پنجاب در هند گویش می‌شود.